# Myrmecocystus placodops
Myrmecocystus placodops är en myrart som beskrevs av Auguste-Henri Forel 1908. Myrmecocystus placodops ingår i släktet Myrmecocystus och familjen myror. Inga underarter finns listade i Catalogue of Life.

## Bildgalleri

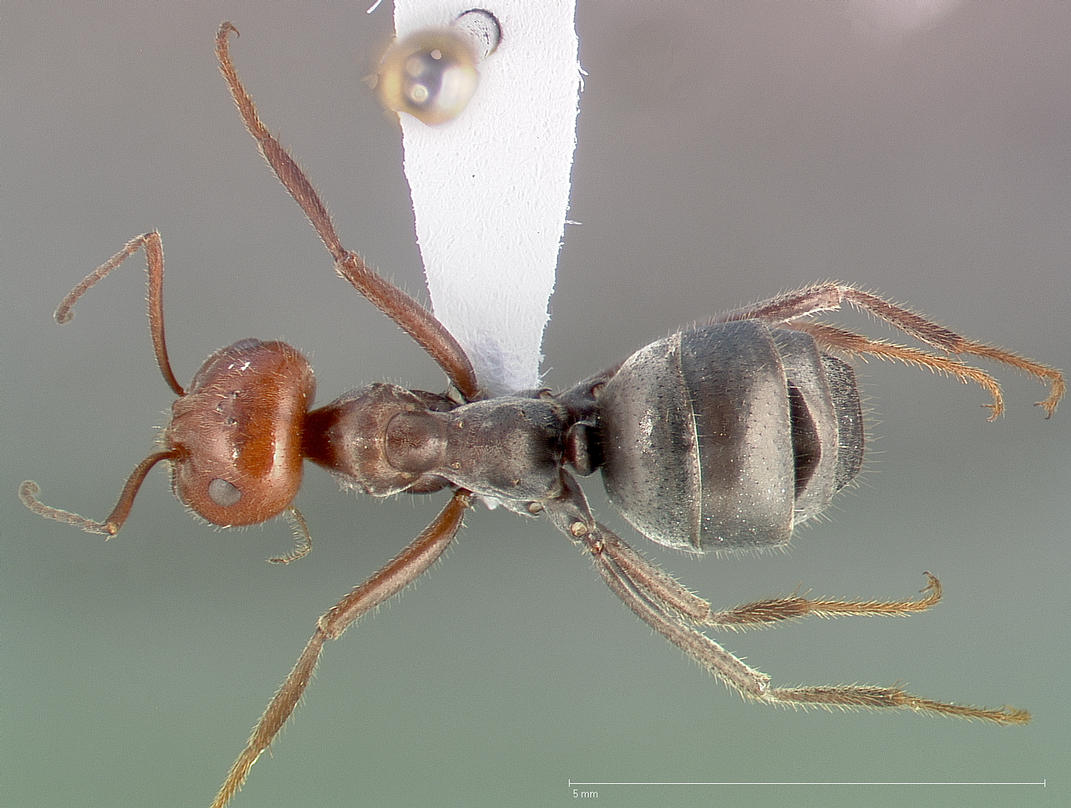
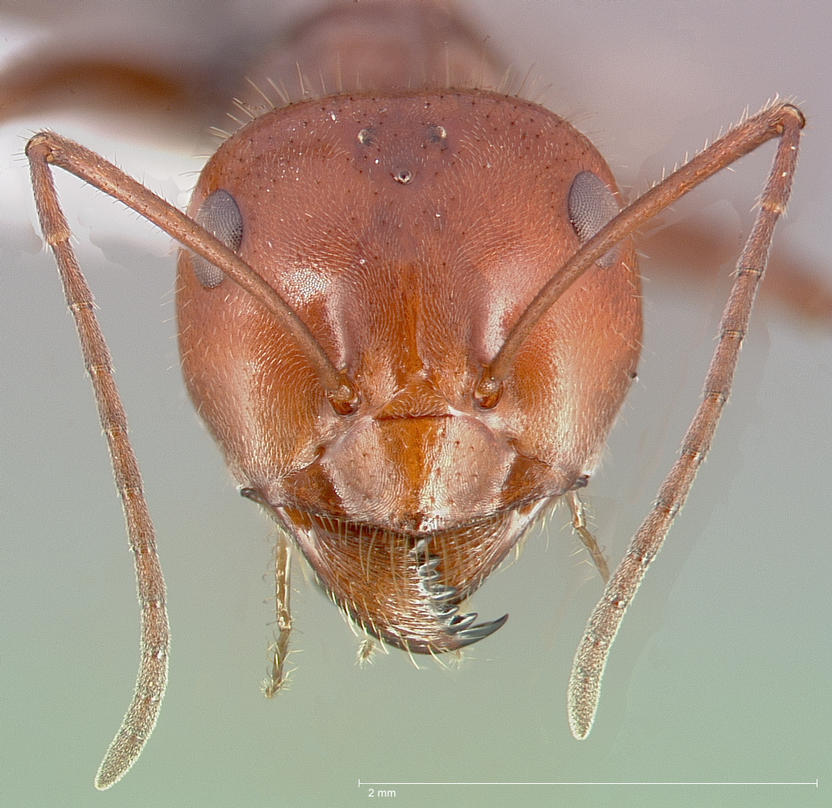
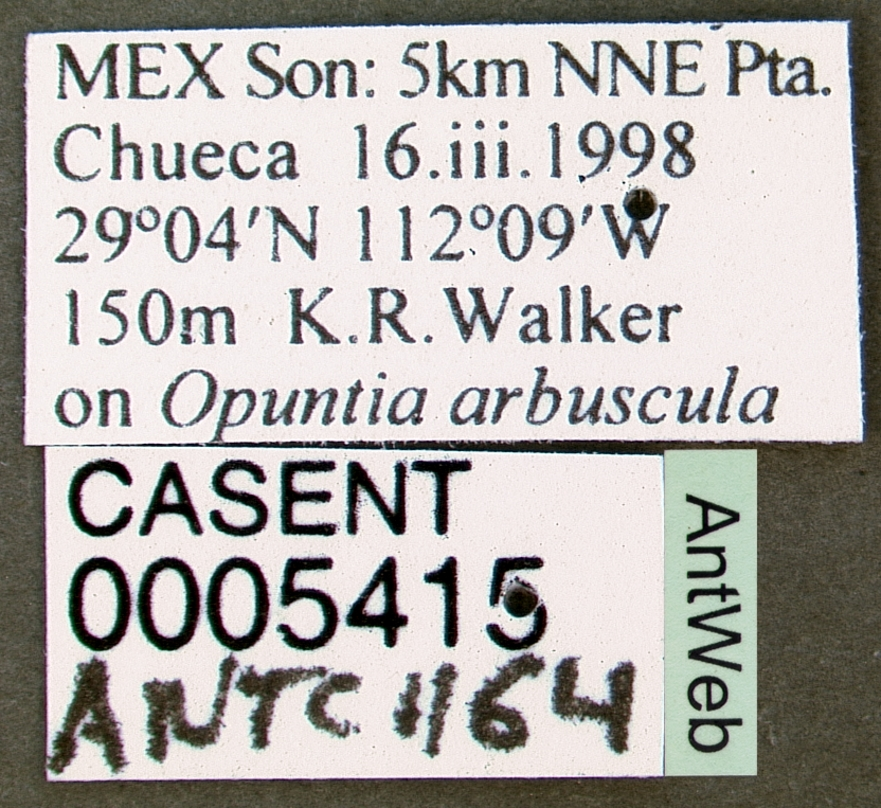
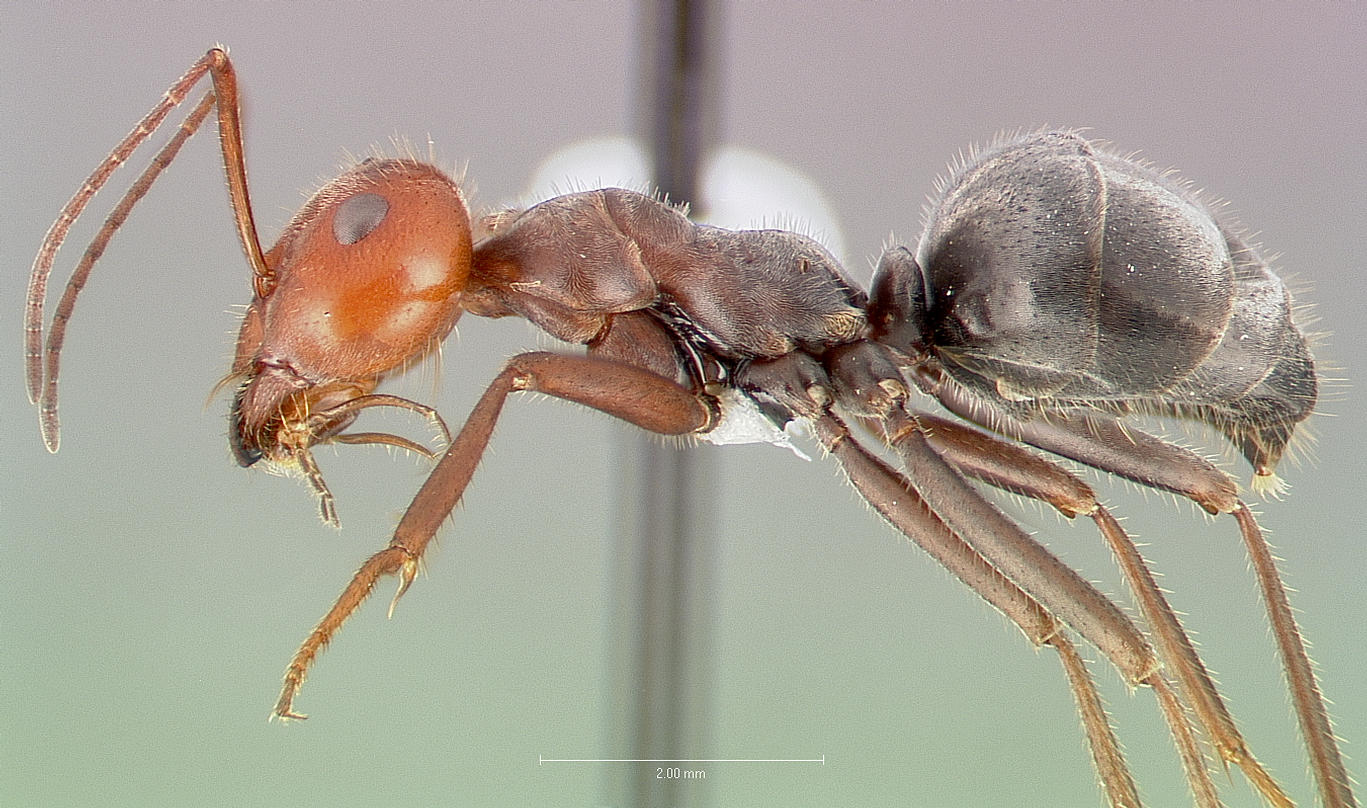